# شمال-ترک (شهرستان اوزکند)
شمال-ترک (به لاتین: Shamal-Terek) یک منطقهٔ مسکونی در قرقیزستان است که در شهرستان اوزکند واقع شده‌است. شمال-ترک ۳٬۵۵۹ نفر جمعیت دارد و ۱٬۴۶۲ متر بالاتر از سطح دریا واقع شده‌است.